# ブラキストン線

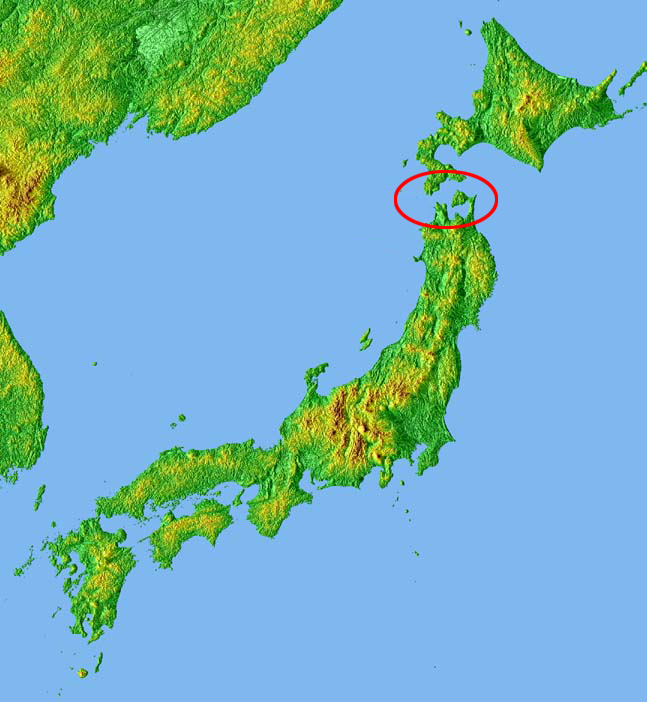
ブラキストン線が通る津軽海峡

ブラキストン線（ブラキストンせん、英: Blakiston Line）とは、津軽海峡を通る（哺乳類、鳥類の）動物相の分布境界線である。日本列島において確認されている分布境界線の一つであり、津軽海峡線とも呼ばれる。

## 概要
イギリスの動物学者のトーマス・ブラキストンが境界線の存在を提唱し、地震学者ジョン・ミルンの提案でブラキストン線と呼ばれるようになった。旧北区のうち、動物相は北のシベリア亜区と南の満州亜区に分かれるとした。
植物、爬虫類、両生類、および蝶については違う分布境界線が指摘されている。植物相は渡島半島の付け根や黒松内低地帯で区分されている。両生類と爬虫類については八田三郎が1910年に宗谷海峡に境界線があると指摘し、八田線（宗谷線）と呼ばれている。
八田線に関しては、多くの動物が北海道内を北限としていて、北海道以南を満州亜区、樺太以北をシベリア亜区、または北海道を満州とシベリアの推移地区と見なす。日本北方周辺の分布境界線としては八田線が重要との見方もある。

## 発見
幕末から明治期にかけて日本に滞在したイギリスの軍人・動物学者のトーマス・ブラキストンによって提案された。彼は日本の野鳥を研究し、そこから津軽海峡に動物分布の境界線があるとみてこれを提唱した。1883年にアジア協会報に発表し、ブラキストンの知人でもある地震学者ジョン・ミルンの提案でブラキストン線と呼ばれるようになった。

## 生物相
この線を北限とする種はニホンザル、モグラ科、ニホンカモシカ、ヤマネ、ムササビ、ヤマドリ、アオゲラ、ニホンリス、ニホンモモンガ、ツキノワグマなどである。この線を南限とするのがヒグマ、エゾモモンガ（タイリクモモンガの亜種）、クロテン、ナキウサギ、エゾヤチネズミ、エゾリス（キタリスの亜種）、エゾシマリス（シマリスの亜種）、ヤマゲラ、エゾライチョウなどである。タヌキ、アカギツネ、エナガはこの線の南北でそれぞれ固有の亜種となっている。ニホンジカのうち、エゾシカとホンシュウジカは形態的に差異があり別亜種とされているが、近年は遺伝子的には区別できないとする研究もある。 

## 仮説

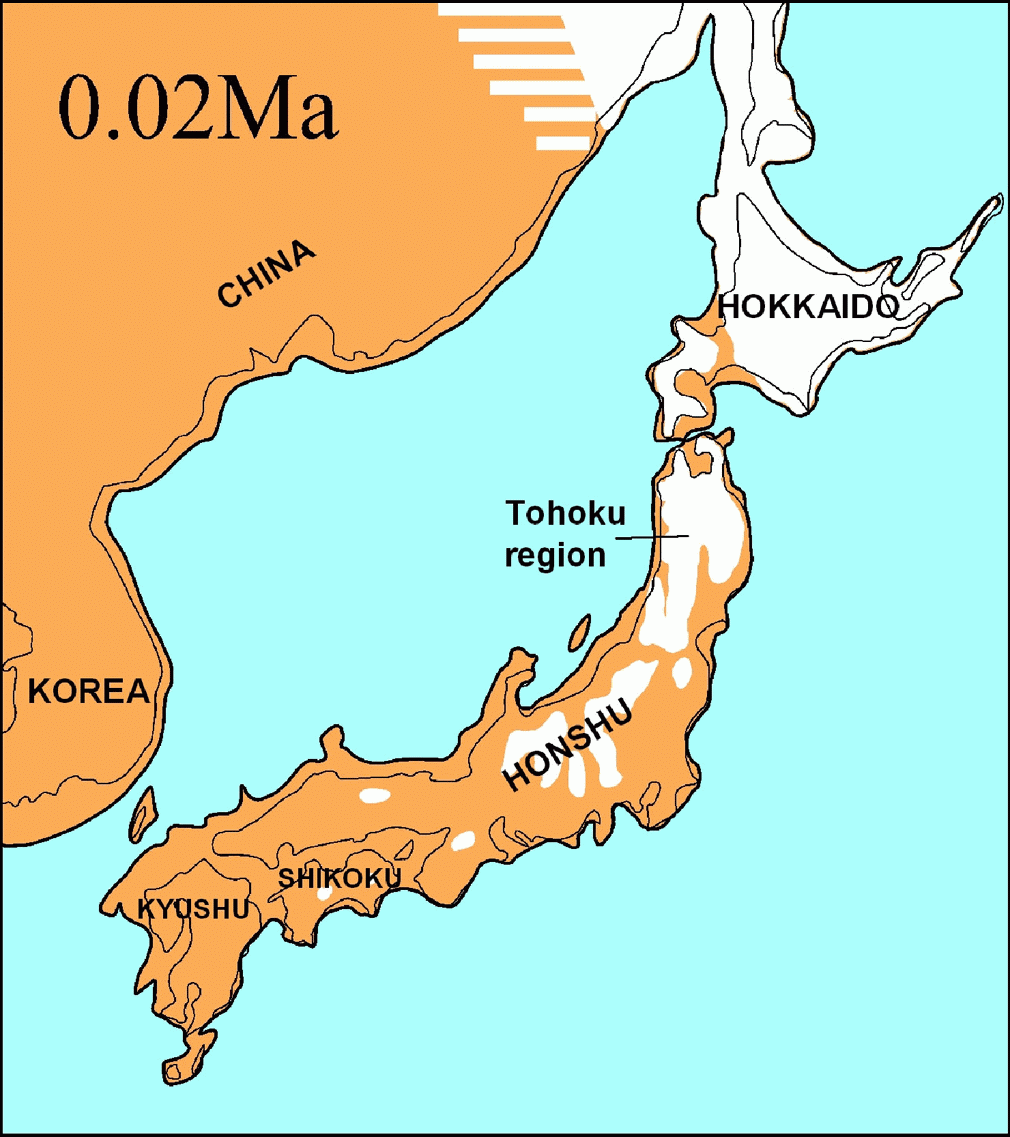
10,000〜20,000年前の日本列島周辺の海岸線。細い線は現在の海岸線である。

更新世（約258万年前から約1万年前）に津軽海峡を越えて移住した哺乳類は例外を除いて少ないと考えられている。最終氷期（約7万年前から約1万年前）に北海道は樺太、千島列島を通じてユーラシア大陸と陸地で繋がっていたことに対して、本州は朝鮮半島を通じて大陸と繋がっていたことと、環境要因によるものだと考えられている。
約10万年 - 15万年前から津軽海峡が成立していたとの説もあるが、最終氷期において津軽海峡が陸続きであったかについては諸説ある。約14万年前の海水準低下期に、本州からはナウマンゾウとヤベオオツノジカなどが北海道へ、北海道からは北方系のバイソン属やヘラジカやヒグマなどが本州へ移動していた可能性が指摘されている。
上記の北方系の動物が北海道から本州に達して逆にナウマンゾウやヤベオオツノジカなどが本州から北海道へ渡ったのに対して、ナウマンゾウと同じく長鼻目であるケナガマンモスは本州以南からの確実な生息記録は存在しない。津軽海峡は寒冷な時代であれば凍結または海水面の後退によって陸橋が形成されていたと思われるが、ナウマンゾウが北海道に至った時期は寒冷期の中でも比較的に温暖であったと推測されていることから、ナウマンゾウ（およびヤベオオツノジカなど）は当時の津軽海峡を泳断して分布を広げたと可能性がある。
完新世（約1万年前から現在）までには大陸との陸橋もなくなり、北海道の哺乳類相ができあがったと推測される。最深部が449 m、現在の最短距離が約19kmあり、潮流が強いという津軽海峡の性質が動物の行き来を妨げていると考えられている。

## 近年の変化
1988年の青函トンネルの開通により、動物が歩いて津軽海峡を渡ることが可能となり、北海道と本州北部の生態系に変化があることが指摘されている。実際に、2007年には青森県でキタキツネの生息が確認されている。

## 記念碑

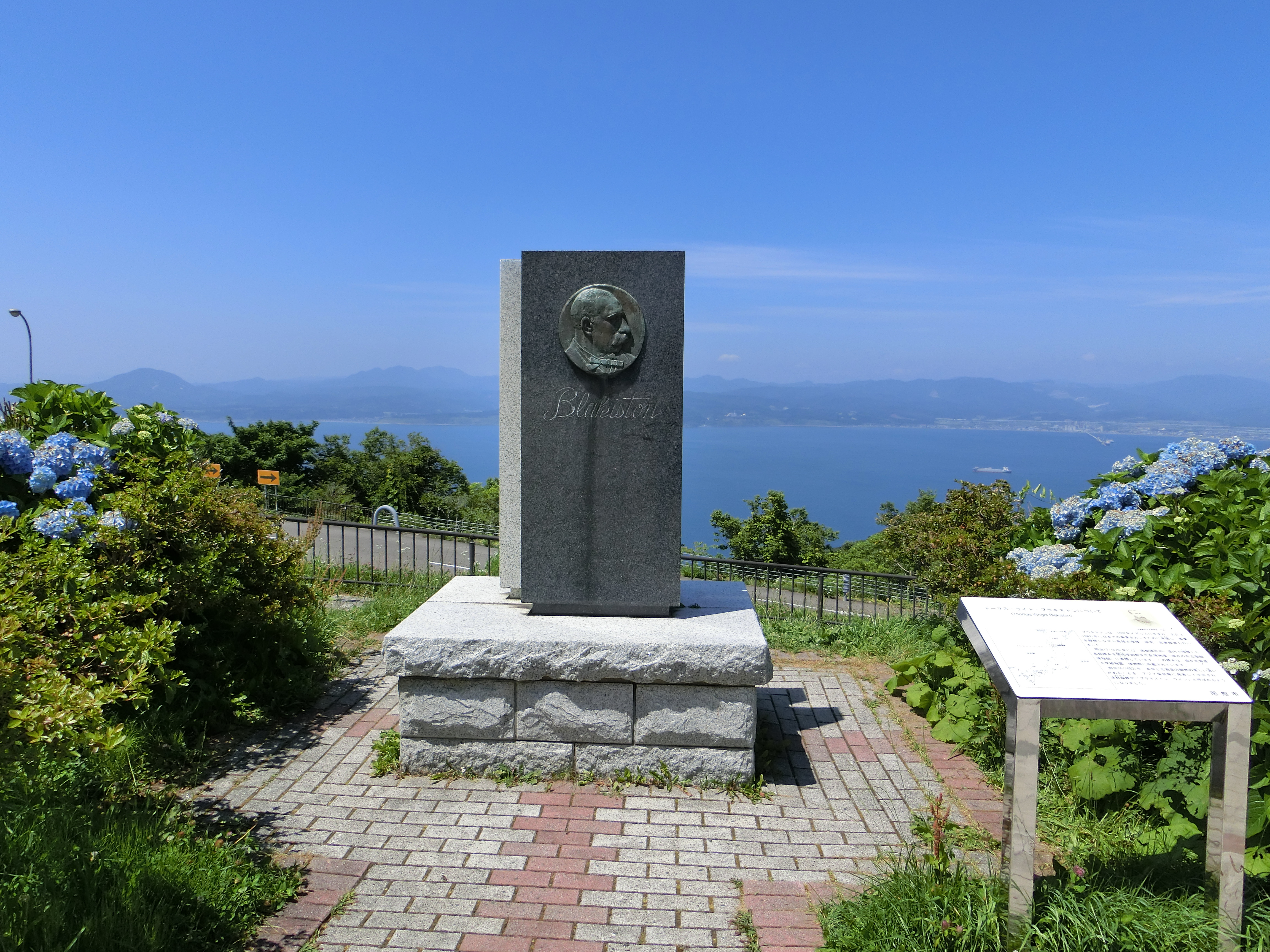
函館山山頂にあるブラキストンの碑

函館山山頂にはブラキストンの碑が設置されており、碑文でブラキストン線発見の功績が紹介されている。制作者は札幌市出身の本郷新。設置者は函館青年会議所で、1960年（昭和35年）に建立された。